# فيوليت إيفرغاردن
فيوليت إيفرغاردن (باليابانية: ヴァイオレット・エヴァーガーデン) رواية خفيفة يابانية من تأليف كانا أكاتسوكي ورسوم آكيكو تاكاسي. فازت بالجائزة الكبرى في فئة الرواية الخامسة لجائزة كيوتو أنيميشن في عام 2014، وهو أول عمل على الإطلاق للفوز بجائزة كبرى في أي من الفئات الثلاث (الرواية، السيناريو، والمانغا). نشرت كيوتو أنيميشن أول مجلد للرواية الخفيفة في 25 ديسمبر 2015، اقتبست الرواية إلى أنمي تلفزيوني من إنتاج ستوديو كيوتو أنيميشن من يناير لغاية أبريل 2018. تم إصدار حلقة أوفا (الحلقة 14) في يوليو 2018، وتم عرض فلم انمي جانبي في سبتمبر 2019 مقتبس من المجلد الجانبي والذي يحمل نفس الاسم. وايضا تم عرض فيلم أنمي ختامي في سبتمبر 2020. وصرح الناشر بانه الخاتمة، ولن يكون بعدة أي مشروع له علاقة بالسلسة.

## القصة
تحكي القصة عن فتاة تسمى (فايوليت ايفر جاردن) الفتاة اليتيمة التي كانت تعمل كمجندة بالجيش تحت قيادة الرائد (غيلبرت) حيث تذهب معه للحرب ويقول لها «من أعماق قلبي أنا أحبك» تستيقظ فايوليت بعد ان وضعت الحرب اوزارها وتقرر أن تعمل كدمية آلة ذكريات لتكتشف مالذي كان يعنيه الرائد لها بأنا احبك ولاي احساس ترمز هذه الكلمة، تبدا فايوليت رحلتها لكتابة الرسائل وتبدا بملاحظة مشاعرها والتأثر بما حولها عوضا عن كونها آلة قتل كما سميت قديما.

## الشخصيات
- فيوليت إيفرغاردن (باليابانية: ヴァイオレット・エヴァーガーデン)

مؤدي الصوت: يوي إيشيكاوا.
تعد فايوليت وافدًا جديدًا لشركة "CH Postal Company"، وتعمل كدمية ذكريات الية - دمية كتابة للأشخاص الذين لا يمكنهم الكتابة أو يبحثون عن المساعدة في التعبير عن عواطفهم بالحروف.
عندما كانت طفلة مهجورة ومجهولة الهوية، تم العثور على فيوليت من قبل ضابط البحرية ديتفريد بوغانفيليا في جزيرة حيث أجبر هو وعدة من أفراد طاقمه على الهبوط بعد اشتباك بحري. أدرك براعتها القتالية عندما قتلت العديد من أتباعه ظنا منها انهم يحاولون أذيتها، ثم طاردت فيوليت وقتلت جميع أفراد الطاقم الآخرين. لأسباب لم يفهمها، أنقذت فيوليت ديتفريد وأطاعت أوامره. في وقت لاحق، أعاد ديتفريد فيوليت إلى المنزل و «أهداها» إلى شقيقه جيلبرت في الجيش كهدية لترقيته إلى رتبة الرائد، وكان ينوي أن يستخدمها جيلبرت «كسلاح» للحرب بينما لا يريد التعامل مع فيوليت بنفسه. وبدلاً من ذلك عاملها جيلبرت كإنسان، وعلمها كيفية التحدث والقراءة والكتابة، وسمها «فيوليت» تيمنا بزهرة البنفسج، متمنيا أن تكبر لتكون جميلة مثل تلك الزهرة. خلال الحرب، لعبت دورًا هاما في المعارك. في محاولة لإنقاذ جيلبرت في المعركة الأخيرة، فقدت ذراعيها. مع انتهاء الحرب، تم استبدال ذراعيها بأطراف صناعية معدنية متقدمة، وقررت أن تصبح دمية ذاكرة الية لتتعلم معنى كلمة «أحبك» (愛 し て る ، أيشيتيرو) - آخر كلمات جيلبرت لها من قبل ذلك الانفجار الذي أفقدهم وعيهم في ساحة المعركة.
غيلبيرت بوغاينفيلايا (باليابانية: ギルベルト・ブーゲンビリア)
مؤدي الصوت: دايسكي ناميكاوا.
ينحدر جيلبرت، وهو رائد في جيش ليدنشافليتش، من عائلة نبيلة واسعة النفوذ. على الرغم من أنه يعرف فيوليت أكثر من أي شخص أخر، إلا أنه لم يفكر قط في تعليمها ما تحمله مشاعر البشر من معاني، مما جعل تعبيره عن مشاعره فاشلا. إنها كلماته الأخيرة لها - «أنا أحبك» - التي رغم عدم فهمها لها في بادئ الأمر دافعا إلى المضي قدمًا في مسارها الجديد كدمية ذاكرة تلقائية للإطلاع عليها. تذكار جيلبرت الوحيد الذي تملكه فيوليت هو الدبوس الزمردي الذي يذكرها بلون أعين جيلبرت. بما أنه أراد أن تعيش فيوليت حياة مثل فتاة عادية، بدلاً من أداة، أخبر كلوديا أن يعلن أنه مفقود من الحرب وأعلن وفاته. ومع ذلك، تعافى من إصاباته وعاش في مكان ريفي قبل لقائه فيوليت بعد عدة سنوات.

### كلاوديا هودغينز(باليابانية: クラウディア・ホッジンズ)
مؤدي الصوت: تاكهيتو كوياسو.
كلاوديا، القائد السابق بالجيش، هو رئيس شركة سي اتش البريدية. كان صديقًا جيدًا لجيلبرت خلال فترة وجودهم في الجيش، كلاوديا ساعد فايوليت على بناء حياة مستقلة بعيدا عن الجيش، لتنفيذ وصية صديقه غيلبرت ولإحساسه بالذنب كونه من أولئك الذين سمحوا لها بالقتال بسن صغيرة بغض النظر عن مهاراتها القتالية.
كاتليا بودلير (カトレア・ボードレール)
مؤدي الصوت: ايا ايندو
كاتاليا هي دمية ذاكريات آلية تعمل جنبًا إلى جنب مع فايوليت في شركة سي اتش البريدية باعتبارها أشهر دمية للشركة. كانت قريبة من هودغينز منذ ما قبل تأسيس الشركة، وانضمت كأحد موظفيها الأوائل.
بنديكت بلو (ベネディクト・ブルー)
مؤدي الصوت: كوكي اوشياما
بنديكت هو ساعي بريد يعمل في شركة سي اتش البريدية. إلى جانب كاتليا، حافظ على علاقة وثيقة مع هودغينز قبل تأسيس الشركة وأصبح في النهاية أحد موظفيها الأوائل.

## وصلات خارجية
- الموقع الرسمي (باليابانية)
- موقع الأنمي الرسمي (باليابانية)